# Storknolten
Der Storknolten (norwegisch für Großer Hügel) ist ein Berg im ostantarktischen Königin-Maud-Land. Am südlichen Ende der Filchnerberge in der Orvinfjella ragt er 1,5 km westlich des Johannes-Müller-Kamms auf.
Erste Luftaufnahmen entstanden bei der Deutschen Antarktischen Expedition 1938/39 unter der Leitung Alfred Ritschers. Norwegische Kartographen, die ihn auch benannten, kartierten ihn anhand von Vermessungen und Luftaufnahmen der Dritten Norwegischen Antarktisexpedition (1956–1960).